# Jóvenes Somos
Jóvenes Somos es un álbum de estudio del estadounidense Evan Craft. Fue lanzado el 16 de agosto de 2014 en el propio sello Evan Craft Music de Craft.

## Recepción crítica
Joshua Andre, en una reseña de tres estrellas y media para 365 Days of Inspiring Media, escribió:

Jóvenes Somos es uno de los paquetes sorpresa de 2014, que me salió de la nada. Pero sigue siendo agradable, aunque en el lado corto; sin embargo, es divertido escuchar estas melodías una y otra vez. ¡Bien hecho Evan! Oro para que muchas personas sean bendecidas por este álbum, y espero que los oyentes puedan estar expuestos a más géneros musicales a través de este lote de canciones musicalmente diversas, creativas y eclécticas.

## Listado de canciones
| Jóvenes Somos |                                                       |          |  |
| N.º           | Título                                                | Duración |  |
| 1.            | «Jóvenes Somos»                                       | 3:42     |  |
| 2.            | «Cautivado»                                           | 3:49     |  |
| 3.            | «Te Exaltaré»                                         | 3:30     |  |
| 4.            | «Rey Glorioso»                                        | 3:28     |  |
| 5.            | «Arquitectura» (featuring Jonathan Thulin)            | 3:37     |  |
| 6.            | «We Are the Young»                                    | 3:42     |  |
| 7.            | «Collide»                                             | 3:48     |  |
| 8.            | «Glorify» (featuring Raalon Kennedy)                  | 3:30     |  |
| 9.            | «Risen King» (featuring Raalon Kennedy)               | 3:28     |  |
| 10.           | «Arquitectura [Acústica]» (featuring Jonathan Thulin) | 3:14     |  |